# Schädelberg (Band)
Schädelberg ist eine österreichische Ambient-Black-Metal-Band aus Braunau am Inn.

## Bandgeschichte
Nach der Auflösung von Kirchenbrand gründete Christcrusher eine neue Band. Gründe lagen vor allem in der Indizierung des Albums Abgründe 2012, bei der Christcrusher eine völlig falsche Interpretation seiner Texte sah. Mit Schädelberg begann er zunächst ohne Labelvertrag und veröffentlichte 2013 das erste Album Retro ad Natura rein digital.
2015 folgte eine Split-CD über Pesttanz Klangschmiede mit der brandenburgischen Band Metamorph, ein Sideprojekt von Wulfgars Thino Thiele, zugleich deren letzte Veröffentlichung. Das Album enthielt neu aufgenommene Tracks des Debütalbums.
Auch nach der Neugründung von Kirchenbrand blieb Schädelberg aktiv. 2019 erschien über Terror Records das Album Misanthropia, 2020 folgte Alles geht zugrunde und 2023 Schwanenlieder.

## Musikstil
Musikalisch handelt es sich nach Eigenangaben um Ambient Black Metal. Der Black-Metal-Stil, der auch bei den Werken von Schädelberg dominiert, wird durch verschiedene Ambient-Passagen mit Klavierstücken unterbrochen. Die Musik ist wesentlich melodischer als bei der Hauptband. Der Gesang ist wie bei Kirchenbrand stark verzerrt und im Black-Metal-Stil kreischend gehalten. Die Texte, die komplett auf Deutsch gesungen werden, behandeln vor allem misanthropische Themen sowie die Naturverbundenheit von Christcrusher.

## Diskografie

### Alben
- 2013: Retro ad Natura (Eigenproduktion)
- 2019: Misanthropia (Terror Records)
- 2020: Alles geht zugrunde (Terror Records)
- 2023: Schwanenlieder (Terror Records)

### Split-Veröffentlichungen
- 2015: Die Verbrennung des Himmels / Lobgesang auf die Natur (Split-CD mit Metamorph, Pesttanz Klangschmiede)